# David Jabuka
David Jakuba, né le 18 février 1997, est un coureur cycliste croate.

## Palmarès
- 2014
  -  Champion de Croatie du contre-la-montre juniors
  - 2e du championnat de Croatie sur route juniors
  - 3e du championnat de Croatie de cyclo-cross juniors
- 2015
  -  Champion de Croatie du contre-la-montre juniors
  - 2e du championnat de Croatie de cyclo-cross juniors
- 2017
  -  Champion de Croatie sur route espoirs
  -  Champion de Croatie du contre-la-montre espoirs
- 2018
  -  Champion de Croatie du contre-la-montre espoirs

## Classements mondiaux
| Année           | 2017   | 2018   |
| --------------- | ------ | ------ |
| UCI Europe Tour | 1 221e | 1 106e |